# Aartsbisdom Sergiopolis

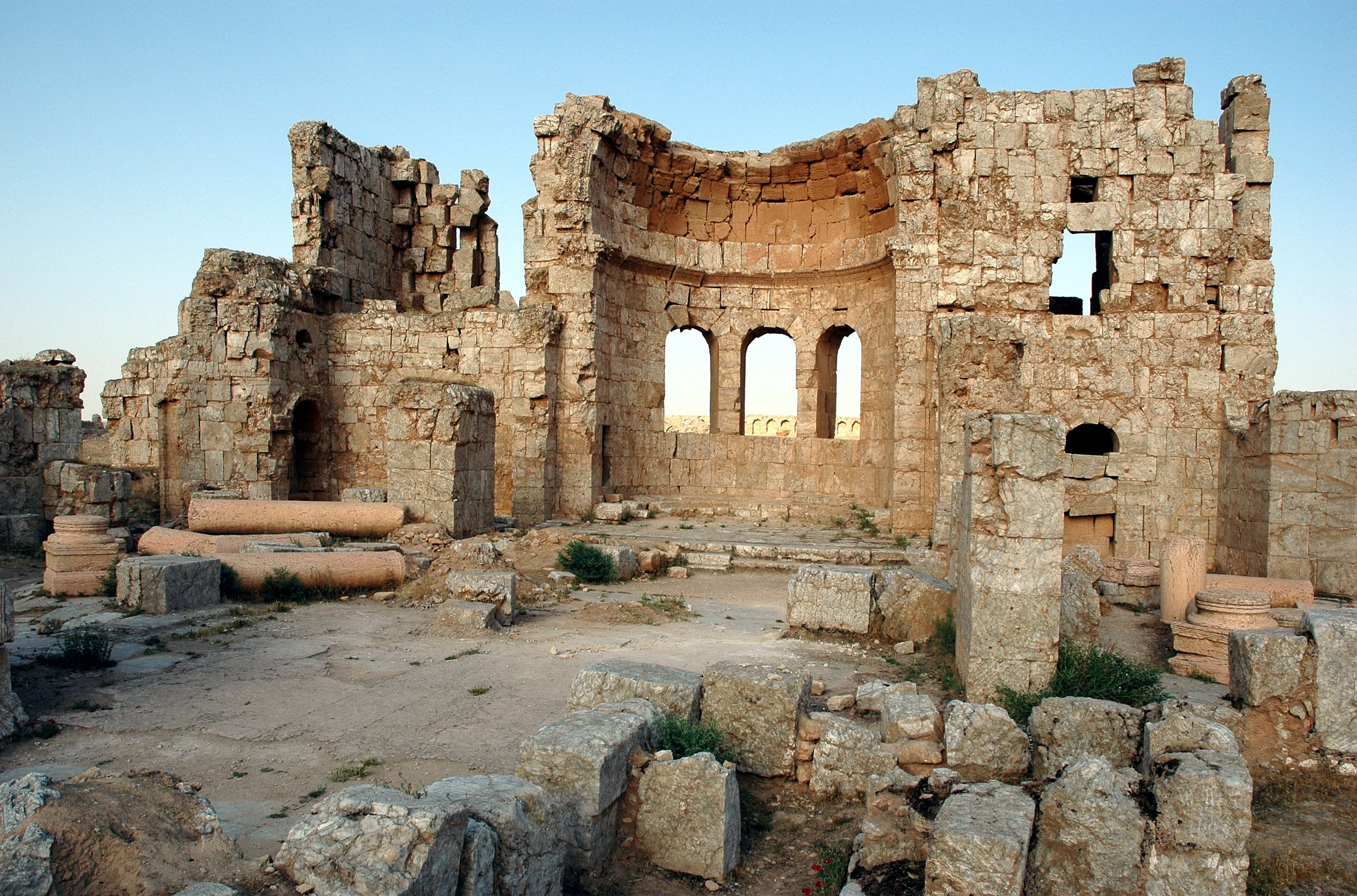
Voormalige kathedraal van Sergiopolis in Syrië

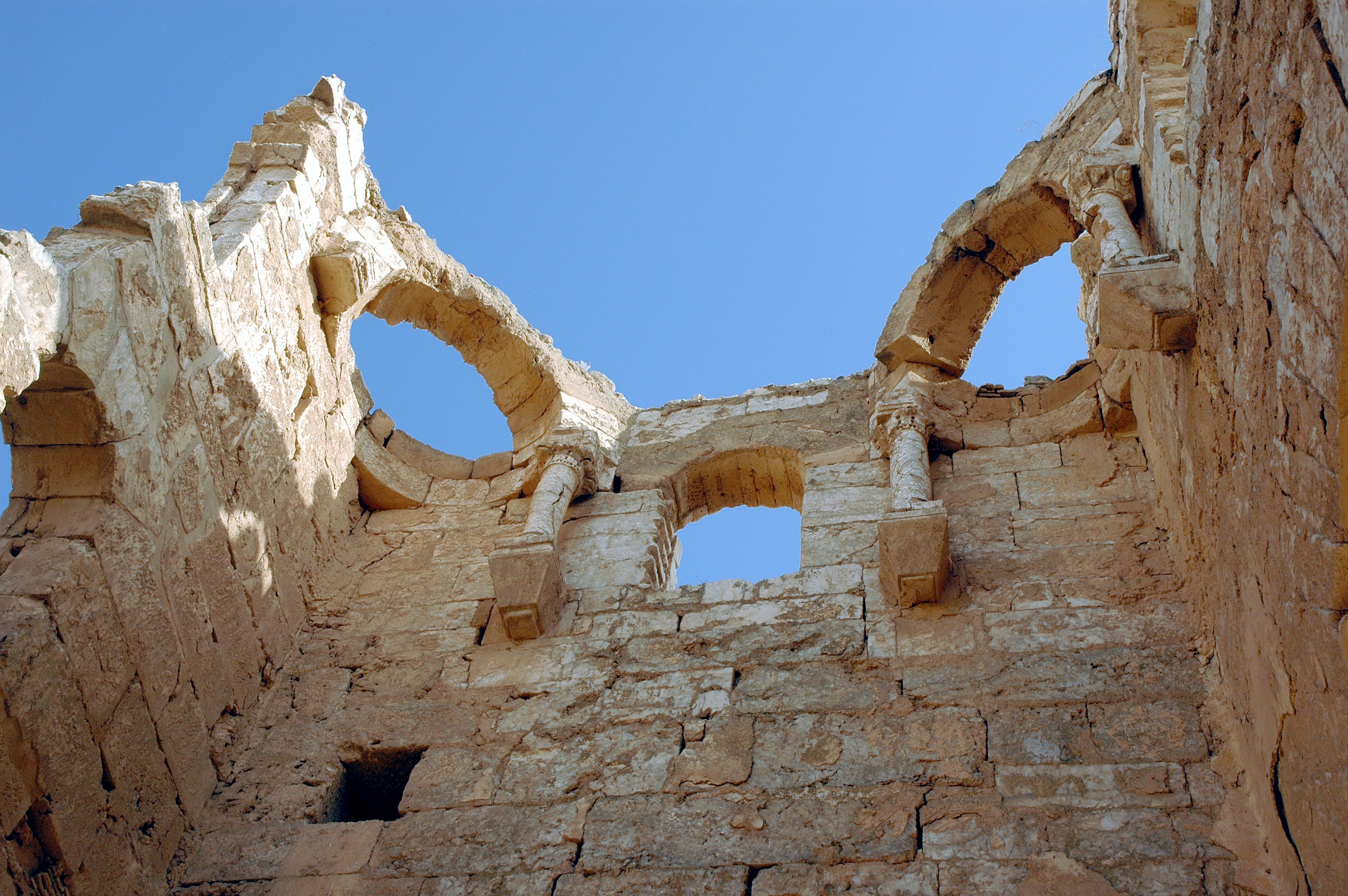

Het voormalig aartsbisdom Sergiopolis (Latijn: Archidioecesis Sergiopolitana) (5e – 11e eeuw) had haar bisschopszetel in de Byzantijnse stad Sergiopolis, oorspronkelijk Resafa genoemd, in Syrië. De stad was tevens een bedevaartsoord voor Romeinen en Byzantijnen. Het aartsbisdom is een Rooms titulair aartsbisdom.

## Historiek
Resafa was gelegen in de Romeinse provincie Syria, meer bepaald in de deelprovincie Syria Euphratensis, en bevond zich ten westen van de rivier de Eufraat.
In de 4e eeuw liet de Romeinse keizer Constantijn I de relieken van de heiligen Sergius en Bacchus, twee Romeinse soldaten, onderbrengen in een zilveren koffer met edelstenen bezet bij christenen in Resafa. Hij veranderde de naam van de stad in Sergiopolis. Kerkelijk hing de stad af van het aartsbisdom Hierapolis. Hierapolis was de provinciehoofdstad. Na haar oprichting in de 5e eeuw werd het aartsbisdom Sergiopolis – stad van Sergius - groot uitgebouwd. Dit wordt verklaard door de massale bedevaarten naar de relieken van de heiligen Sergius en Bacchus. Meerdere wonderen en verschijningen werden opgetekend door monniken. Keizer Justinianus I liet een nieuwe basiliek bouwen, ter vervanging van de Romeinse basiliek. Justinianus I liet ook vestingmuren aanleggen rond de stad. De aartsbisschoppelijke stad werd een bloeiende Byzantijnse stad.
Met de Arabische verovering door de Abassiden bleef het aartsbisdom bestaan, en dit tot ver in de 11e eeuw. Nadien ging het teniet. Resten van de kathedraal, de basiliek en andere kerken zijn nog te zien vandaag.
Het is sinds de 18e eeuw een titulair aartsbisdom van de Rooms-katholieke kerk.